# Престиж
Прести́ж (prestige с фр. — «авторитет», «уважение») — общественная оценка общественной значимости индивида, социальной группы, профессии, организации, определённой нормы. Практически тесно переплетается с авторитетом, уважением и влиянием, имеет значительное влияние на мотивы поведения людей, на их решения и действия.

## Природа
Одни авторы определяют природу престижа, исходя из его компенсаторных возможностей (З. Фрейд, А. Адлер, Дж. Мид, Г. Лассуэлл и др.); другие — по возможности удовлетворить потребности в контроле, влиянии, власти над людьми и событиями (С. Реншон, Б. Рейвин и др.); третьи — из ценностных (аксиологических) оснований престижа (В. А. Ядов, А. Г. Здравомыслов, А. А. Кисель, Н. Х. Тытма, В. Ф. Черноволенко, В. Л. Осовский и др.); четвертые — выходят из стратификационных возможностей и исследуют престиж в контексте социального неравенства (М. Вебер, Т. Парсонс, Г. Мертон, К. Дэвис, У. Мур, А. Шкаратан, В. Радаев, В. Ильин и др.).

### Стереотипизация
Источником высокого престижа является обобщённый, идеализированный образ представителей данного вида деятельности, закреплённый в стереотипе. Стереотипное отношение к отдельным, наиболее ярким представителям профессии переносится на всю профессиональную деятельность в целом, а затем и на её типичных, средних представителей, формируя престижные оценки.

## Виды
Выделяют социальный престиж и престиж профессии, а также такие разновидности, как —
- меритократический престиж — положение в обществе, которое достигается за счет собственных усилий, способностей, желаний
- аскриптивный престиж — положение, которое передается по наследству и не требует усилий по его достижению.

Социальный престиж является «отражением в общественном сознании реального положения в системе общественных отношений отдельного человека, социальной и профессиональной группы (слоя), трудового коллектива и др, характеризующее то влияние, уважение, которыми они пользуются в обществе. В более узком смысле социальный престиж означает то место, что с точки зрения общественной мысли занимает тот или иной социальный статус в иерархии других статусов. Критерий социального престижа применяется для анализа социальной стратификации наряду с критериями дохода, власти и проч.»
Престиж профессии — это «феномен общественного сознания, в котором опосредованно отражается существующая в обществе иерархия профессий, видов трудовой деятельности, которая определяется различием в степени сложности и ответственности труда, продолжительностью необходимого для него профессионального образования, уровнем его оплаты и др.». Престиж профессии «имеет относительную самостоятельность от объективного положения профессий в обществе, а шкала престижа профессии — относительную устойчивость».